# 史考特海螄螺
史考特海螄螺（学名：Epitonium schodei）为海螄螺科海螄螺屬下的一个种。